# Конрад II (князь Чехии)
Ко́нрад II О́та (чеш. Konrád II. Ota, нем. Konrad III. Otto; между 1136 и 1140 — 9 сентября 1191, под Неаполем) — князь Чехии (в 1182 году и с 1189 года), маркграф Моравии в 1182—1189 годах из династии Пржемысловичей. Правнук Конрада I.

## Правление в моравских землях
Сын Зноемского князя Конрада II и Марии (ум. между 1190 и 1196), дочери Уроша I Белого (ок. 1080 — ок. 1146), жупана Сербии (с 1115). Сестра Конрада Елена была первой женой Казимира Справедливого.
После смерти отца в 1162 году Конрад Ота взял на себя управление Зноймо и его окрестностями под именем Конрада III. В 1173 году Конрад также завладел Брно и тем самым стал контролировать половину Моравии (за исключением Оломоуца), все более обособляясь от Праги. В июне 1178 года Конрад поддержал Фридриха в борьбе с занимавшим престол Собеславом II. Вместе с австрийским герцогом Леопольдом V Конрад помог Фридриху свергнуть Собеслава. Он рассчитывал получить от Фридриха Оломоуц, но тот отдал Оломоуцкое княжество своему младшему брату Пржемыслу Отакару. Конрад начал думать о мести.
В 1182 году князья восстали против непопулярного Фридриха, и энергичный Конрад занял пражский престол. Фридрих бежал к императору Фридриху I Барбароссе, который, как сюзерен противоборствующих сторон, пригласил обоих князей на имперский сейм в Регенсбург. Как рассказывает летописец Ярлох, оба князя сначала отказывались прибыть на сейм, но в итоге подчинились, опасаясь гнева императора. Император призвал Фридриха и Конрада к компромиссу, который и был достигнут на следующих условиях: Фридрих сохранял княжеский титул в Чехии, а Конрад объявлялся маркграфом Моравии, независимым от Праги. Созданное маркграфство Моравия должно было подчиняться напрямую императору.

## Маркграф Моравии
Обособление Конрада, с этого времени маркграфа Моравского, не привело к миру, а лишь усилило конфликт между Прагой и Конрадом. Более того, решение Фридриха Барбароссы создало предпосылки для распада государства и начала феодальной раздробленности.
Фридрих и Пржемысл Отакар стремились не допустит обособления Моравии и опустошили окрестности Брно и Зноймо. В 1185 году произошло крупнейшее в истории сражение между чехами и моравами в окрестностях Зноймо. Отакар одержал победу, но его армия понесла столь серьезные потери, что вместо преследования противника Отакар вернулся в Чехию.
Конрад решил, что пришло время начать переговоры с князем Фридрихом. На встрече в Книне он признал сюзеренитет Праги над Моравией, в то время как Фридрих признал власть Конрада в Моравии. Кроме того, Конрад был объявлен наследником Фридриха на чешском престоле.

## Князь Чехии

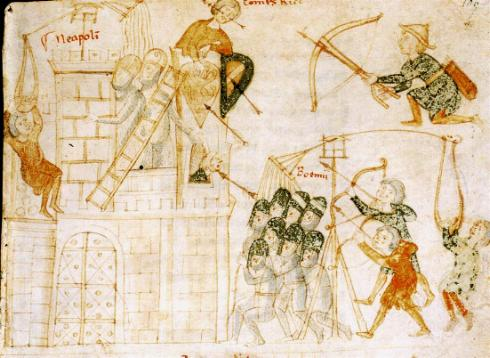
Осада Неаполя, справа - чешские лучники

После смерти князя Фридриха (25 марта 1189 года) княжеский престол перешел к Конраду. Богемия и Моравия вновь были объединены в единое государство, а титул маркграфа Моравии с согласия императора был упразднен до 1192 года.
Во время своего правления Конрад старался поддерживать мир со своими родственниками. Те, кто бежал из страны во время междоусобиц, теперь получили возможность вернуться. Прохладные отношения сохранялись только между Конрадом и Отакаром. Конрад стремился передать престол своему сыну, но его брак с Гейликой (ум. после 1189 года), дочерью Оттона IV (ум. 1189), пфальцграфа Виттельсбахского, оказался бездетным.
В 1190 году Конрад вместе с матерью Марией основал монастырь премонстрантов в Зноймо.
С самого начала своего правления Конрад активно участвовал в политике империи. В 1190 году он с многочисленной чешской свитой присутствовал на коронации Генриха VI, преемника Фридриха Барбароссы. Вместе с новым императором Конрад отправился в Италию. 9 сентября 1191 года Конрад умер от чумы в лагере Генриха VI близ Неаполя, который император тщетно пытался завоевать.
Изначально Конрад был похоронен в монастыре бенедиктинцев в Монте-Кассино, впоследствии его останки были перевезены в Прагу.
Перед отъездом в Италию Конрад решил вопрос с преемником. Им стал младший сын Собеслава I Вацлав. Хотя правление Конрада длилось всего два года, историки считают его одним из самых ярких правителей династии Пржемысловичей в XII веке. Ему в заслугу ставят сохранение единства чешского государства, хотя некоторые историки обвиняют его в чрезмерном честолюбии и коварстве.

## Статут Конрада Оттона
Конрадом был издан один из наиболее ранних памятников феодального права Чехии — Статут Конрада Оттона. Этот документ кодифицировал обычное (неписаное) право, особенно в сфере уголовных наказаний.